# Путнички пролив
Путничка пролив или путничка дијареја је инфекција желуца и црева коју карактерише учестала појава течних столица  током путовања.   Симптоми углавном почињу 12 до 72 сата након узимања контаминиране воде или хране. Карактеришу се грчевима у трбуху, мучнином, грозницом и надимањем. У неким случајевима може се јавити и као крвави пролив.  Иако се већина путника опоравља у року од четири до пет дана (чак и без или са минималним терапијом),  у око 10% случајева симптоми могу да трају и недељу и више дана.
Код више од половине случајева узроковано је присутсво бактерија.   Најчешћа бактерија је ентеротоксична Escherichia coli, осим у југоисточној Азији , где је најчешћа Campylobacter. Око 10 до 20% случајева је узроковано норовирусом. Неке протозое као што је Giardia duodenalis могу изазвати дуготрајне болести.  Ризик је највећи током прве две недеље путовања и међу младим одраслим особама.   У већини случајева погођени долазе из развијених земаља.
Мере превенције укључују само правилно опрану или кувану храну, пијење флаширане воде и често прање руку.  Вакцина против колере , иако ефикасна у превенцији колере, је упитне ефикасности против путничког пролива.  Примена антибиотика као вид превенције се генерално не препоручује.  Непосредни третман се састоји од пијења пуно течности и замене изгубљених минералних соли ( орална рехидрациона терапија ).  У случајевима са упорним или значајним симптомима, могу се применити антибиотици, који се могу узимати са лоперамидом за смањење учесталости пролива. Мање од 3% случајева захтева болничко лечење.
Процењује се да болест погађа између 20% и 50% путника у земље у развоју. Путничка пролив је нарочито честа међу путницима који путују у Азију (осим Јапана и Сингапура ), Блиски исток, Африци, Мексику и Централну и Јужну Америку.   Ризик је умерен код путника у јужној Европи, Русији и Кини. Путнички пролив је повезан са синдромом иритабилног црева и Гилен-Бареовог синдрома.

## Епидемиологија
Процене наводе да учесталост путничких пролива износи 30% до 60% путника на дестинацијама са ограниченим ресурсима.
Инциденција и узрочник варирају у зависности од дестинације, а највећа инциденција је пријављена у подсахарској Африци. Остале локације са високом инциденцом укључују Латинску Америку, Блиски исток и јужну Азију.
Фактори ризика су обично повезани са лошом хигијеном у подручјима са ограниченим ресурсима. То укључује лошу хигијенску праксу у руковању и припреми хране; недостатак хлађења због неадекватног напајања електричном енергијом; и лоше праксе складиштења хране. Додатни фактори ризика који се могу променити укључују употребу инхибитора протонске пумпе, недавну употребу антибиотика и небезбедне сексуалне односе. Фактори ризика за тешке компликације су трудноћа, младост или старост, путници са хроничним гастроинтестиналним обољењима или људи са ослабљеним имунитетом.

## Етиологија
| E. coli, enterotoxigenic   | 20–75% |
| E. coli, enteroaggregative | 0–20%  |
| E. coli, enteroinvasive    | 0–6%   |
| Shigella spp.              | 2–30%  |
| Salmonella spp.            | 0–33%  |
| Campylobacter jejuni       | 3–17%  |
| Vibrio parahaemolyticus    | 0–31%  |
| Aeromonas hydrophila       | 0–30%  |
| Giardia lamblia            | 0–20%  |
| Entamoeba histolytica      | 0–5%   |
| Cryptosporidium spp.       | 0–20%  |
| Cyclospora cayetanensis    | ?      |
| Rotavirus                  | 0–36%  |
| Norovirus                  | 0–10%  |

Најчешћи бактеријски узрок је ентеротоксигена E. coli, са проценама да је бактерија одговорна за скоро 30% случајева. Други уобичајени бактеријски узроци путничке дијареје укључују врсте Campylobacter jejuni, Shigella и Salmonella.
Норовирус је најчешћи вирусни узрок, док је ротавирус још један извор инфекције. 
Од паразита Giardia intestinalis  је најчешћи извор, док Cryptosporidium и Entamoeba histolytica такође могу изазвати пролив код путника. 
Најчешћи узрок путничког пролива варира у зависности од региона, мада се извор ретко идентификује у мање тешким случајевима.
Путнички пролив се може јавити и код краткорочних и код дугорочних путника или избеглица и генерално, не постоји имунитет против будућих напада. Чини се да је путнички пролив најчешћа у топлијим климама, у подручјима са лошим санитарним условима и недостатком хлађења. Поред тога, недостатак безбедне воде и пречица у припреми хране такође су главни фактори ризика. У областима где се пружа образовање о руковању храном, стопа пролива код путника је ниска

## Патофизиологија
Путнички пролив се најчешће шири фекално-оралним преносом узрочника, обично конзумирањем контаминиране хране или воде. 
Период инкубације варира у зависности од узрочника, са вирусима и бактеријама у распону од 6 до 24 сата, а цревним паразитима је потребно 1 до 3 недеље пре појаве симптома.
Патофизиологија путничке дијареје се разликује по узрочнику, али се може поделити на неинфламаторне или инфламаторне путеве. 
- Неинфламаторни агенси изазивају смањење апсорпционих способности цревне слузокоже, чиме се повећава излаз гастроинтестиналног (ГИ) тракта.
- Инфламаторни агенси, с друге стране, изазивају деструкцију цревне слузокоже било ослобађањем цитотоксина или директном инвазијом на слузокожу. Губитак површине слузокоже поново доводи до смањења апсорпције са резултујућим повећањем покрета црева.[29]

## Клиничка слика
Почетак симптома се обично јавља 1 до 2 недеље након доласка на дестинацију са ограниченим ресурсима, иако путници могу развити симптоме током свог боравка или убрзо након доласка. Путнички пролив карактеришу три или више кашастих (течних) столица у току 24 сата или двоструки број столица у односу на почетне навике црева.
Пролив се често јавља нагло и праћена је грчевима у трбуху, грозницом, мучнином или повраћањем.   У тежим случајевима пацијенти могу имати јак бол у трбуху, високу температуру и знаке хиповолемије (тахикардија, хипотензија) изазване губитком течности преко учесталих столца.

## Дијагноза
У анамнези пацијенте треба питати о било каквој крви у столици, грозници или било којим повезаним симптомима и прикупити детаљну историју путовања, укључујући временску линију и итинерар, исхрану и потрошњу воде на његовом одредишту, болести других путника и могућу сексуалну изложеност.
У већини  случајева, физички преглед ће показати благу дифузну осетљивост трбуха на палпацију. 
Током прегледа лекари треба да процене да ли постоји дехидрација (преко тургор коже и пуњење капилара). 
Лабораторијско испитивање обично није потребно у већини случајева. Код пацијената са забрињавајућим карактеристикама, као што су висока температура, хематохезија или тенезми, могу се урадити прегледи столице. Типични прегледи столице укључују културу столице, фекалне леукоците и лактоферин. Столицу треба проценити на јајне ћелије и паразите код пацијената са дужим трајањем симптома. 
Како комплексне  полимеразне ланчане реакције (ПЦР) постају доступни и омогућавају брзу анализу вишеструких патогена столице. Недостаци ових тестова су; висока цена, нису широко доступни и можда неће променити клиничко лечење пацијената.
Радиолошке студије у већини случајева нису потребне. Рендгенски снимак бубрега, уретера и мокраћне бешике може да се уради да би се проценила акутна интраабдоминална патологија или да се траже докази о перфорацији у тешким случајевима. Компјетеризована томографија трбуха се такође може користити за процену унутартрбушне (интраабдоминалне) патологије у тешким случајевима.

## Диференцијална дијагноза
У диференцијалној дијагнози путничких пролива требало би имати у виду следеће болести:
- Псеудомембранозни колитис
- Исхемијски колитис
- Вернер-Морисонов синдром
- Колитис изазван зрачењем
- Тровање храном

## Терапија
Профилакса
Путнике треба саветовати пре путовања да смањење ризико пролива , укључујући:
- избегавање воде и леда из славине,

- често прање руку,

- избегавање лиснатог поврћа

- избегавање воћа које није огуљено

- избегавање уличне хране.

Бизмут субсалицилат (две таблете 4 пута дневно) могу се користити за профилаксу јер могу смањити учесталост путничког пролива за скоро половину. Лек би требало избегавати код деце и трудница због нежељених ефеката салицилата. 
На кратким путовањима са високим ризиком, можда би било разумно започети антибиотике као профилаксу, али се то генерално избегава у дугорочним путовањима. Рифаксимин је често коришћена хемопрофилакса због своје минималне апсорпције и минималних нежељених ефеката.
Надокнада течности
Основа лечења пролива је надокнада течности. У благим случајевима, путници би требало да се фокусирају на повећање уноса воде. Вода је обично довољна иако се могу користити спортска пића и друге течности са електролитима. 
Млеко и воћне сокове треба избегавати јер њихов унос може погоршати пролив У тежим случајевима, орална рехидрациона со се може користити да би се обезбедила рехидратација уз адекватну надокнаду електролита. У случајевима тешке дехидрације, на крају ће бити потребно интравенско давање течности.
Потпорна терапија
Лечење је потпорно у благим до умереним случајевима. Код пацијената без знакова инфламаторног пролива, лоперамид се може користити за ублажавање симптома.
Овај лек делује тако што столицу (пролив) чини чврстом и мање учесталом.
Типична доза за одрасле је 4 мг на почетку а потом  2 мг након сваке наредне ретке столице, стим да се не пређе 16 мг колико је укупна дневна доза.
Антибиотска терапија
Путницима са проливом могу се дати антибиотици по потреби на почетку симптома. Ципрофлоксацин се обично користи за лечење, иако постоји забринутост због резистенције на ову врсту лека од стране  Campylobacter species. Из тог разлога, флуорокинолони се не прописују често путницима у Азију, а уместо њих пожељнији је азитромицин. Такође, азитромицин се често прописује трудницама и деци. Уобичајени режим је 500 мг дневно током три дана, иако докази сугеришу да појединачна доза од 1.000 мг може бити мало ефикаснија. Родитељима се може дати азитромицин у праху са упутствима за мешање са водом када је то потребно. Рифаксимин је минимално апсорбован антибиотик који је такође доступан и безбедан је за старију децу и труднице.

## Прогноза
Исходи код већине пацијената са путничким проливом су добри. Међутим, у тешким случајевима може доћи до дехидрације која захтева пријем и интензивно лечење. Хидратација је кључна и пријем је потребан само за тешку дехидрацију и ортостатску хипотензију. Највећи ризик за настанак компликација су старије особе и деца млађа од 4 године.
Често се лекару јављају и особе са путничким проливом због самопрописивања лекова без рецепта.

## Компликације
Најчешће компликације су:
- Дехидрација
- Малапсорпција
- Сепса
- Хемолитичко-уремијски синдром
- Реактивни артритис